# Plagithmysus sharpianus
Plagithmysus sharpianus là một loài bọ cánh cứng trong họ Cerambycidae.